# Rock Cup 2014
Rock Cup 2014 là giải đấu bóng đá diễn ra theo thể thức loại trực tiếp hàng năm của Gibraltar. Giải đấu bắt đầu vào ngày 8 tháng 1 năm 2014 và kết thúc vào ngày 10 tháng 5 năm 2014.
Lincoln Red Imps là đội vô địch của giải đấu, khi đánh bại College Europa với tỷ số 1–0 trong trận chung kết. Vì Lincoln là đội vô địch giải đấu, do đó đủ điều kiện tham gia UEFA Champions League, College Europa đủ điều kiện tham gia vòng loại đầu tiên của UEFA Europa League 2014-15.
Lễ bốc thăm được tổ chức vào tháng 12 năm 2013 và từ đó tiến đến trận chung kết mà không cần bốc thăm thêm. Các trận đấu đều được diễn ra trên Sân vận động Victoria.

## Vòng đầu tiên
9 câu lạc bộ thi đấu tại Giải hạng hai Gibraltar và Đội tuyển bóng đá U-15 quốc gia Gibraltar thi đấu tại vòng này. Các trận đấu được diễn ra từ ngày 8 đến 20 tháng 1 năm 2014.
| Đội 1           | Tỉ số       | Đội 2          |
| --------------- | ----------- | -------------- |
| College Pegasus | 1–3         | Britannia XI   |
| Cannons         | 2–2 (9–8 p) | Lions Pilots   |
| Sporting Glacis | 0–0 (1–4 p) | Boca Juniors   |
| Mons Calpe      | 0–1         | Red Imps       |
| Hound Dogs      | 2–2 (4–5 p) | U-15 Gibraltar |

## Vòng 2
5 đội thắng vòng đầu tiên và 11 câu lạc bộ được thêm vào tham gia vòng này. Các trận đấu được diễn ra từ 24 đến 28 tháng 1 năm 2014.
| Đội 1             | Tỉ số | Đội 2           |
| ----------------- | ----- | --------------- |
| Britannia XI      | 2–3   | Olympique 13    |
| Gibraltar Phoenix | 0–7   | Lions Gibraltar |
| Cannons           | 3–4   | Bruno's Magpies |
| Lincoln           | 5–1   | St Joseph's     |
| Boca Juniors      | 1–9   | College Europa  |
| Glacis United     | 7–0   | Leo             |
| Red Imps          | 0–5   | Lynx            |
| U-15 Gibraltar    | 1–2   | Manchester 62   |

## Tứ kết
Thi đấu từ ngày 7 đến 9 tháng 3 năm 2014.
| Đội 1           | Tỉ số | Đội 2           |
| --------------- | ----- | --------------- |
| Olympique 13    | 0–7   | Lions Gibraltar |
| Bruno's Magpies | 0–6   | Lincoln         |
| College Europa  | 4–2   | Glacis United   |
| Lynx            | 1–2   | Manchester 62   |

## Bán kết
Các trận đấu được thi đấu vào ngày 26 và 30 tháng 4
| Đội 1           | Tỉ số       | Đội 2         |
| --------------- | ----------- | ------------- |
| Lions Gibraltar | 0–2         | Lincoln       |
| College Europa  | 0–0 (4–2 p) | Manchester 62 |

## Chung kết
| Lincoln           | 1–0      | College Europa |
| ----------------- | -------- | -------------- |
| Liam Clarke 90+2' | Chi tiết |                |